# 昭和の剣聖
昭和の剣聖（しょうわのけんせい）とは、昭和時代に剣聖と称された剣道家のこと。ただし、大日本武徳会や全日本剣道連盟が定める称号ではない。
現代剣道の成立に強い影響を与えた指導者、昭和初期の天覧試合などで活躍した人物、剣道十段や九段を授与された人物を指す。
特に以下の人物を昭和の剣聖と呼ぶことが多い。
- 高野佐三郎
- 内藤高治
- 中山博道
- 持田盛二
- 斎村五郎